# Simplicia mistacalis
Simplicia mistacalis  là một loài bướm đêm trong họ Noctuidae.